# Landewednack

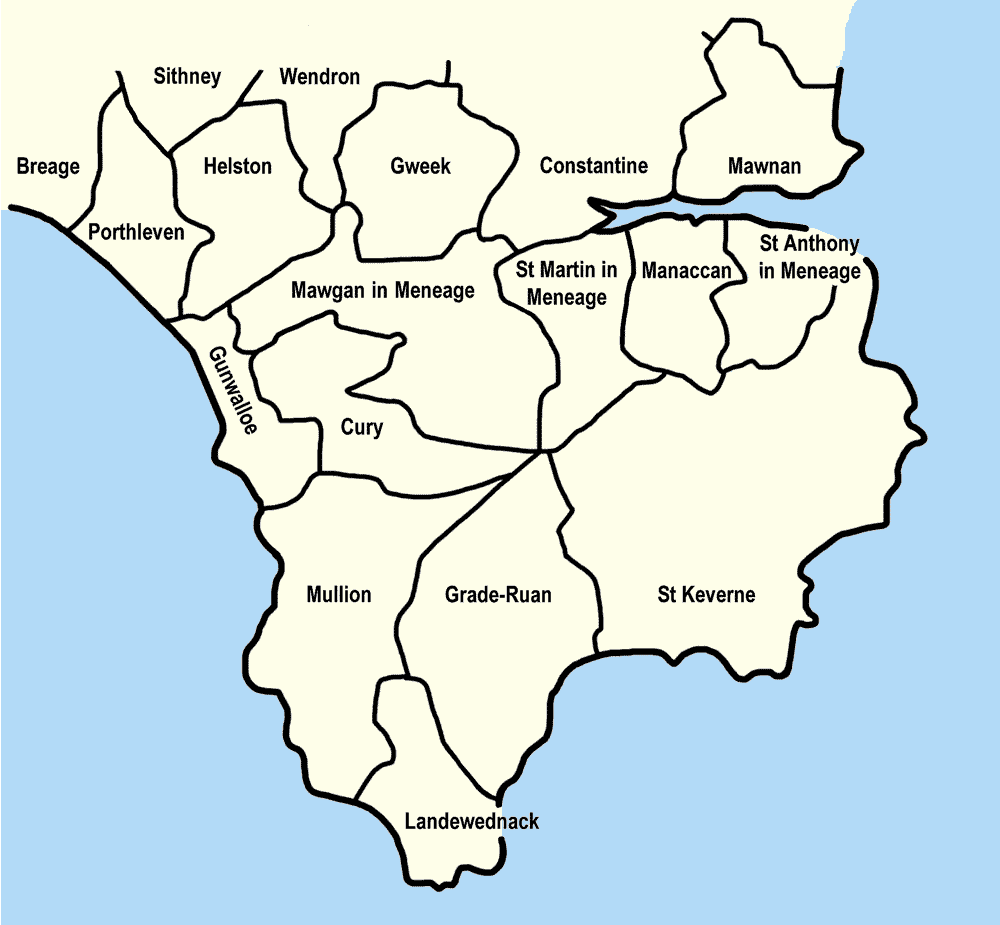
Landewednack in relazione alle vicine parrocchie civili

Landewednack è una parrocchia civile in Cornovaglia, Regno Unito. Essa è situata a circa 16 km. a sud di Helston.
Landewednack è la più meridionale parrocchia civile della Gran Bretagna ad esclusione delle isole Scilly. La chiesa parrocchiale, dedicata a San Winwallow, è la più meridionale dell'Inghilterra ed è costruita con la pietra locale serpentino.